# 白胸八色鸫
白胸八色鸫（学名：Pitta maxima），是八色鸫科八色鸫属的一种，为印度尼西亚的特有种。其种加词“maxima”意为“大的”。该物种的保护状况被评为无危。
白胸八色鸫的平均体重约为179.5克。栖息地包括种植园和亚热带或热带的湿润低地林。